# Área de conservación La Amistad Caribe
El Área de conservación La Amistad Caribe (ACLAC) es un área que abarca parcialmente la parte caribe sur de Costa Rica y forma parte del Sistema Nacional de Áreas de Conservación.

## Áreas protegidas
- Humedal Bonilla Bonita
- Humedal Nacional Cariari
- Parque internacional La Amistad
- Parque nacional Barbilla
- Parque nacional Cahuita
- Refugio nacional de vida silvestre mixto Jairo Mora Sandoval Gandoca-Manzanillo
- Refugio de Vida Silvestre Limoncito
- Reserva Biológica Hitoy Cerere
- Reserva Forestal Pacuare-Matina
- Reserva Forestal Río Pacuare
- Zona Protectora Cuenca del Río Banano
- Zona Protectora Cuenca del Río Siquirres